# Vares – yksityisetsivä
Vares – yksityisetsivä è un film del 2004 diretto da Aleksi Mäkelä e basato sul romanzo Keltainen dello scrittore finlandese Reijo Mäki. Di notevole successo in patria, questa pellicola non è stata proiettata in un nessun altro paese al di fuori della Finlandia.

## Trama
Vares è un investigatore privato con i suoi vizi e passioni. Inizialmente rimane attratto dall'affascinante Eeva, che lui all'inizio crede una sergente ma poi scopre che è una maestra sul procinto di sposarsi. Dopo una serie di eventi, Eeva cade vittima di un racket da parte della mafia russa e Vares parte alla ricerca della sua amante in tutto il paese, per scoprire anche un traffico illecito di denaro riciclato dalla malavita.

## Colonna Sonora
1. Eppu Normaali: Suolaista sadetta – 5.09
2. Yö: Rakkauden vahvistama – 4.57
3. Pate Mustajärvi: Köyhän miehen Peace & Love – 3.34
4. Jere & The Universe: Oisin maksanut lippusi – 3.46
5. Neljä Ruusua: Elän vain kerran – 3.26
6. Irina: Öiden kruunu – 4.16
7. MayBee: Villi poika – 4.03
8. Jukka Takalo: Taistelevat metsot – 3.38
9. Hanna B: Jäätelökesä – 4.05
10. Branded Women: Something to Hold On – 4.08
11. Miami: Sade ei lakkaa – 3.46
12. Yö: Tulta pelkäsin – 4.25
13. Pate Mustajärvi & Normaalijätkät: Tällä tiellä – 2.59

## Riconoscimenti
- 2005 - Jussi Awards
  - Miglior attore protagonista (Kimmo Taavila)
  - Miglior regista (Aleksi Mäkelä)
  - Miglior attore non protagonista (Samuli Edelmann)